# Erik Vestergren

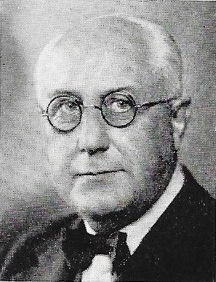
Erik Vestergren

Erik Arvid Vestergren, född 1 januari 1885 i Gävle, död 17 november 1968, var en svensk arkitekt. 

## Biografi
Vestergren studerade vid Kungliga Tekniska högskolan 1906–08 och företog studieresor till Danmark, Tyskland och Italien. Han var verksam i Malmö och Lund från 1908 (anställd hos Theodor Wåhlin), i Gävle från 1910, bedrev egen verksamhet där från 1914–27 och därefter i Stockholm, där han samarbetade med Cyril Marcus. 
Vestergren ritade bland annat lasarett i Borgholm och Sjövillorna vid Tumba pappersbruk (1915) Strömvallen i Gävle (1923) och villor i Villastaden i Gävle: kvarteret Högvakten 13 (Villa Reimers, 1915), kvarteret Högvakten 3 (1924), kvarteret Kanaljen 7, Väster 23:7, Byggmästargatan 6A (1923) och kvarteret Förposten 8 (1924). Han utförde även arbeten för Stockholms spårvägar som Brommadepån (1944)) och Söderhallen (1955), den senare tillsammans med partnern Cyril Marcus.

## Bilder

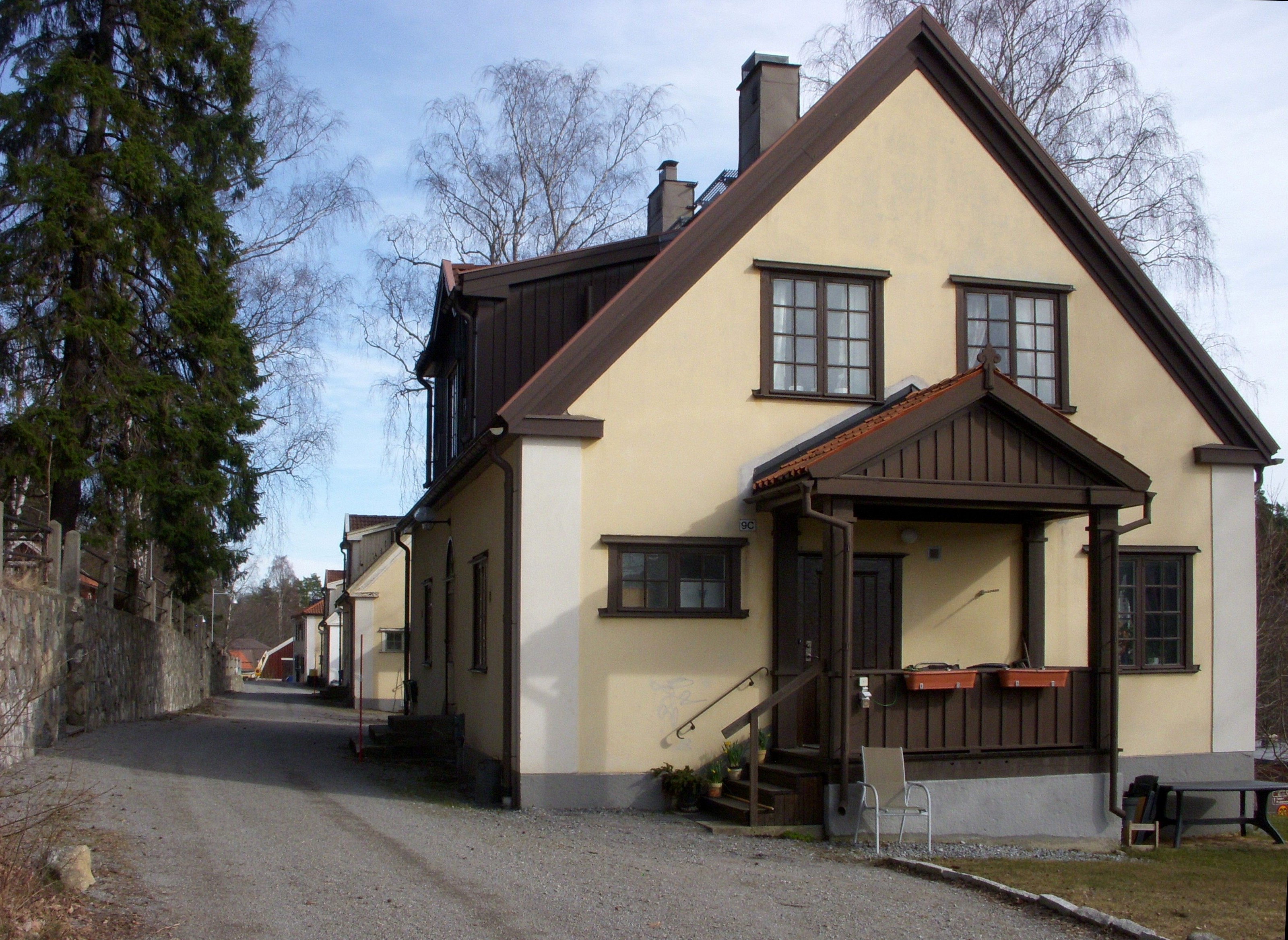
Arbetarbostäder vid Tumba bruk
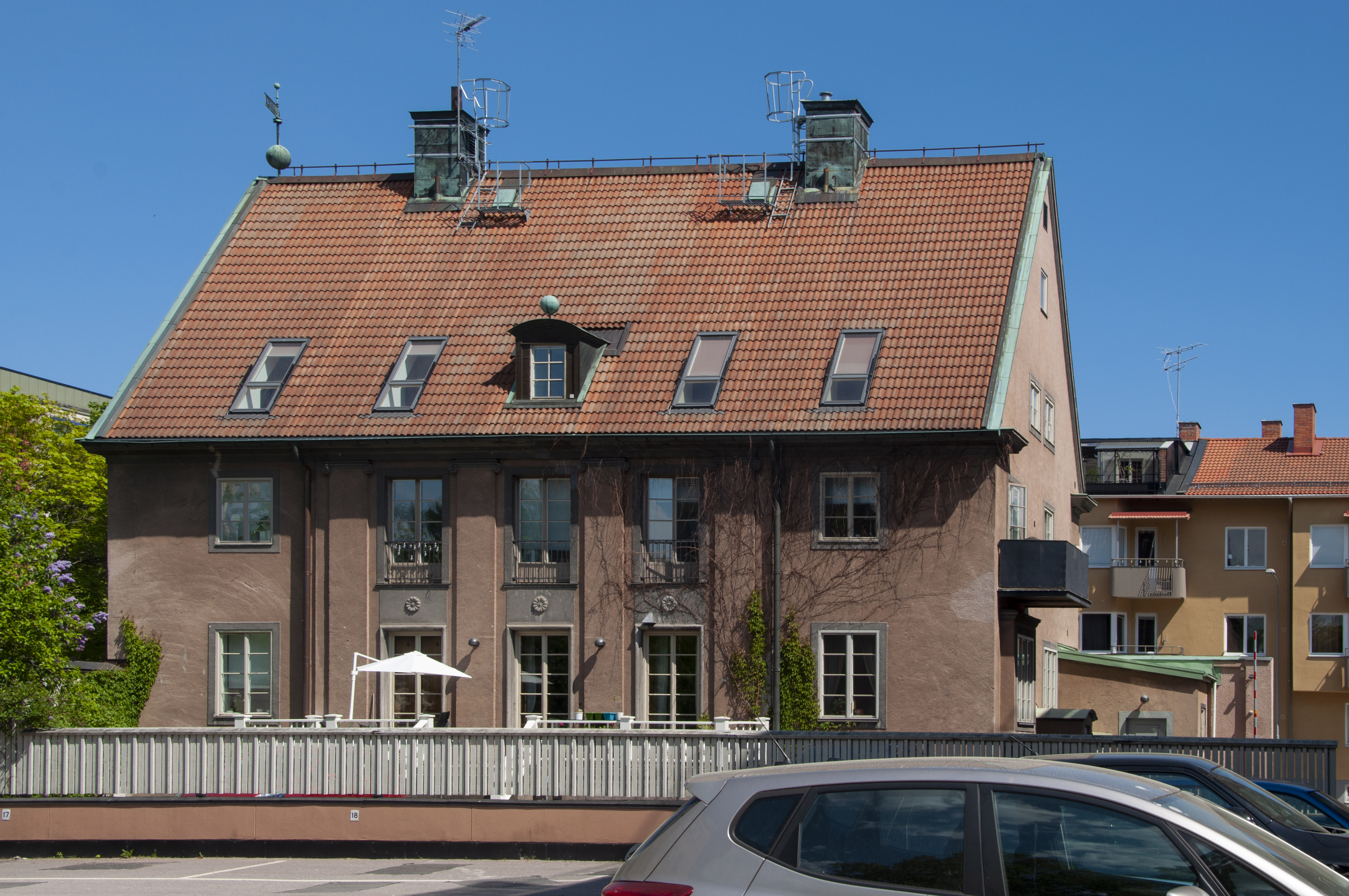
Josua Fredrik Sundbergs villa i Gävle
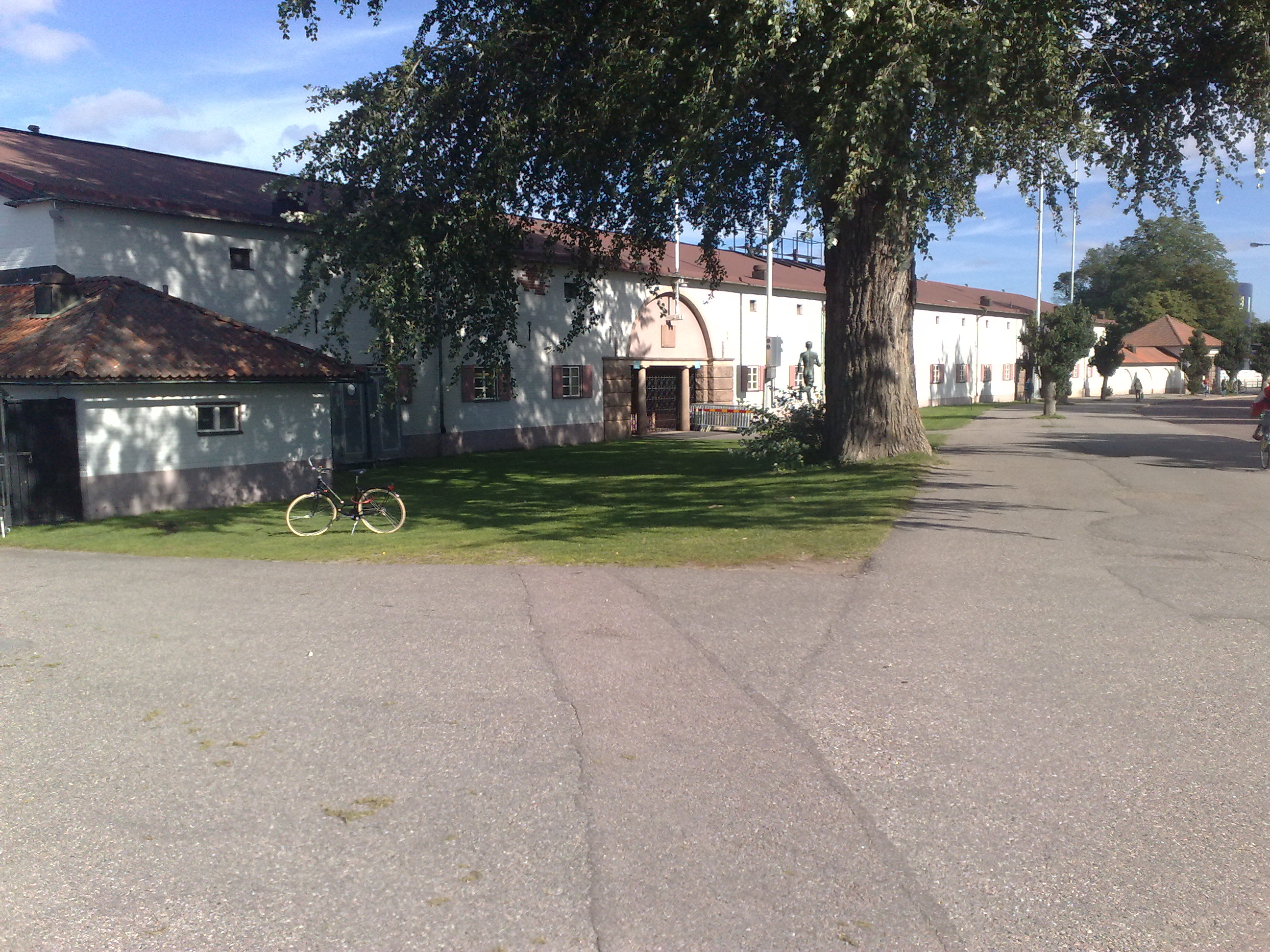
Strömvallen
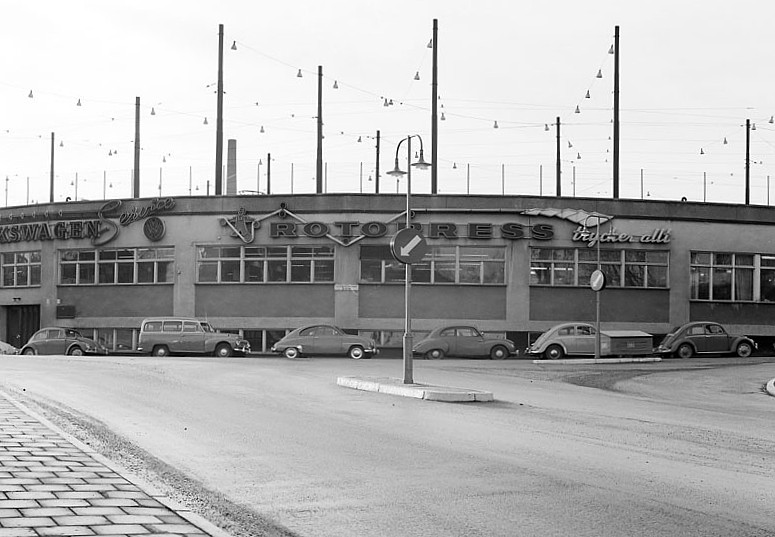
Norra delen av Söderhallen 1961.